# Nasilje v družini
Nasilje v družini (tudi zloraba, zloraba med zakonci, nasilje nad partnerjem, pretepanje ali družinsko nasilje) je vzorec vedenja, kjer ena oseba izvaja nasilje ali druge oblike zlorabe v domačem okolju nad drugo osebo, npr. v zakonski zvezi ali v zunajzakonski skupnosti. Partnersko nasilje je nasilje, ki ga povzroča zakonec ali partner v intimnem razmerju nad drugim zakoncem ali partnerjem. Poteka lahko v heteroseksualnih ali istospolnih partnerskih razmerjih. Tovrstna oblika nasilja se lahko pojavlja v več oblikah, npr. fizično, čustveno, verbalno, ekonomsko in spolno nasilje oz. zloraba, ki se lahko stopnjuje od navadnih, vsiljenih oblik posilstva zakonca do hude fizične zlorabe, ki povzroča poškodbe ali celo smrt. Umori v domačem okolju vključujejo uboj iz časti in uboje zaradi dote.
Na svetovni ravni je ženska bolj pogosto žrtev nasilja v družini, čeprav je seveda žrtev lahko tudi moški ali pa oba partnerja sodelujeta pri zlorabi in nasilnem vedenju oz. žrtev deluje v obliki samoobrambe ali povračilnih ukrepov. Ženske v razvitem svetu, ki doživljajo nasilje v družini, so pogosto bolj odprte za poročanje zlorabe oblastem, nesporno nasilje nad moškimi pa pogosteje ostane neprijavljeno zaradi socialnega pritiska pri takšnemu poročanju in družbene stigmatizacije, saj gre za pomanjkanje mačizma in drugih žalitev moškosti.
Do nasilja v družini pogosto pride zaradi tega, ker storilec verjame, da je zloraba upravičena in sprejemljiva in lahko povzroči medgeneracijski cikel zlorabe, ki opravičuje nasilje. Zavedanje, zaznavanje, opredelitev in dokumentiranje nasilja v družini se bistveno razlikuje od države do države. Lahko gre za cikel zlorabe, v katerem napetost narašča in po nasilnem dejanju  sledi obdobje sprave in miru. Žrtev nasilja v družini je lahko ujeta v domačih nasilnih situacijah skozi izolacijo, prevlado moči in nadzora, zaradi nezadostnih  finančnih sredstev, strahu, sramu ali zradi zaščite otrok. Kot posledico zlorabe lahko žrtve doživljajo fizične poškodbe, kronične zdravstvene težave, duševne bolezni, pomanjkanje finančnih sredstev in nesposobnost ustvarjanja zdravih odnosov oz. razmerij. Žrtve lahko doživljajo tudi posttravmatsko stresno motnjo. Otroci, ki živijo v gospodinjstvu, kjer se dogaja nasilje, kažejo nenadzorovano agresijo že od zgodnjega otroštva, ki lahko kasneje prispeva k stalni zlorabi, ko odrastejo. Nasilje v družini se pogosto dogaja v okviru prisilnih zakonov ali porok mladoletnikov.

## Opredelitve

### Partnersko nasilje
Izraz partnersko nasilje se pogosto uporablja kot sinonim za zlorabo v družini ali nasilje v družini, ampak se navadno nanaša na zlorabe,  povzročene med partnerji (v zakonu ali zunajzakonski skupnosti, kjer ni nujno, da ljudje živijo skupaj, da bi to imenovali nasilje v družini).
Svetovna zdravstvena organizacija (WHO) opredeljuje partnersko nasilje kot:
```
"... vsako vedenje v intimnem razmerju, ki povzroča fizične, psihične ali spolne posledice osebam, udeleženim v razmerju". 
```

Za te oblike zlorabe, Svetovna zdravstvena organizacija (WHO) dodaja tudi nadzor vedenja kot obliko zlorabe. Za partnersko nasilje je bilo ugotovljeno, da se pojavlja v heteroseksualnih in istospolnih partnerskih zvezah ter tudi v različnih oblikah, tako s strani moškega nad žensko kot tudi ženske nad moškim.

### Nasilje v družini
Tradicionalno gledano, je bilo nasilje v družini pogosto povezano s fizičnih nasiljem.
Na primer, slovar Merriam-Webster, definira nasilje v družini kot: " povzročitev telesnih poškodb ene osebe v družini ali istem gospodinjstvu nad drugo osebo in tudi ponavljajoč / običajen vzorec takšnega vedenja." 
Nasilje v družini je danes širše opredeljeno in pogosto, ampak ne vedno, vključuje tudi "vsa dejanja fizičnega, spolnega, psihičnega ali ekonomskega nasilja", ki jih lahko povzroči družinski član ali oseba, ki je v partnerskem razmerju ali zakonec, ne glede na to, ali živijo skupaj ali ne.
Leta 1993 je bilo z Deklaracijo Združenih narodov o odpravi nasilja nad ženskami opredeljeno nasilje v družini kot eden od treh kontekstov, v katerih se nasilje nad ženskami pojavi in opisano kot:
"Fizično, spolno in psihično nasilje, ki se pojavlja v družini, vključno z nadlegovanjem, spolno zlorabo deklic v družini, nasilje povezano z doto, posilstvo zakonca, pohabljanje ženskih spolnih organov ali drugi tradicionalni običaji na škodo žensk, nasilje, ki ga ne povzroča zakonec in nasilje zaradi izkoriščanja.«

### Družinsko nasilje
Družinsko nasilje je širši izraz, ki se pogosto uporablja v zvezi z zlorabo otrok, zlorabo starejših ljudi in drugih nasilnih dejanj med družinskimi člani.
Zlorabo otrok je definirala Svetovna zdravstvena organizacija (WHO) kot:
"Grdo ravnanje z otroki, tudi zloraba otrok ali zanemarjanje, ki vključuje vse oblike fizičnega in čustvenega trpinčenja, spolne zlorabe, zanemarjanja in izkoriščanja, ki povzročajo  dejansko ali potencialno škodo otrokovemu zdravju, razvoju ali dostojanstvu. V tej široki opredelitvi je mogoče razlikovati med petimi podtipi, in sicer:  fizična zloraba, spolna zloraba, zanemarjanje in malomarno ravnanje, čustvena zloraba in izkoriščanje.
Zloraba starejših ljudi je, po podatkih Svetovne zdravstvene organizacije (WHO): "enkratno ali ponavljajoče se dejanje ali pomanjkanje potrebnih ukrepov, ki se pojavljajo v vsakem odnosu, v katerem obstaja neko pričakovanje oz. zaupanje, ki škoduje ali povzroči stres pri starejši osebi.«

## Zloraba

### Vrste zlorab
Nasilje v družini ima lahko mnogo različnih oblik, vključno s  fizično agresijo ali napadom  (tepež, brcanje, grizenje, suvanje, udarci, metanje predmetov, napad na osebo), ali grožnjami: spolne zlorabe, nadzor ali ukazovanje, ustrahovanje, zalezovanje, pasivna/prikrita zloraba (npr. zanemarjanje) in ekonomska prikrajšanost. To lahko pomeni tudi ogrožanje, prisilo, ugrabitev, protipravno pridržanje, prestopanje meje in nadlegovanje.
Fizična
Fizična zloraba je zloraba, ki vključuje stik z namenom, da povzroči bolečino, poškodbo ali drugo fizično trpljenje ali telesno poškodbo. To vključuje tepež, klofutanje, udarce s pestmi, dušenje, potiskanje, metanje predmetov, pekoč občutek in druge vrste stika, ki povzročijo telesne poškodbe žrtve. Žrtev lahko zlorabi več storilcev. Na primer, žrtev lahko drži na tleh ena oseba, medtem ko druga napade žrtev. Žrtev je lahko zaklenjena v sobi ali pa zvezana.
Napad s kislino je tudi nasilje v družini, ki se pojavi, ko oseba vrže kislino v jezi ali maščevanju žrtvi, po navadi v obraz. S tem dobi žrtev hude opekline in poškodbe kožnega tkiva, včasih celo kislina raztopi kosti. To lahko povzroči dolgotrajno slepoto in trajne brazgotine na obrazu in telesu.